# Yara Amaral
Yara Amaral (Jaboticabal, 16 settembre 1936 – Rio de Janeiro, 31 dicembre 1988) è stata un'attrice brasiliana.
Conosciuta e apprezzata soprattutto per le sue performance teatrali, fu attiva anche in tv e al cinema.

## Biografia
Yara Amaral si laureò nel 1964 all'Università di San Paolo, dove aveva anche frequentato l'annessa scuola di drammaturgia. Nel 1968 debuttò a teatro, in uno spettacolo diretto da Gianfrancesco Guarnieri, venendo subito elogiata dalla critica. Divenne poi nota al grande pubblico con le sue prove di attrice in pellicole e telenovelas, anche se in esse non sostenne mai parti da protagonista (resta indimenticabile la sua caratterizzazione della problematica Aurea in Dancin' Days). Ma Yara Amaral non abbandonò il teatro, dove per trenta volte fu primattrice (interpretando tra l'altro Filumena Marturano di Eduardo De Filippo); ottenne ben tre premi Molière.
Morì a Rio de Janeiro la sera del 31 dicembre 1988 annegando nel naufragio del Bateau Mouche IV: l'imbarcazione, sovraccarica e in balìa dell'oceano agitato, si capovolse nella Baia di Guanabara, uccidendo 55 dei 142 passeggeri  . Nella sciagura perì anche l'anziana madre dell'attrice. Yara Amaral lasciò il marito e due figli maschi, Joao Mario e Bernardo.

## Omaggi
- Le è stato intitolato un teatro a Brasilia.

## Filmografia

### Televisione
- A última testemunha (TV Record) (1968)
- A pequena órfã (TV Excelsior) (1968)
- O direito dos filhos (TV Excelsior) (1968)
- O décimo mandamento (TV Tupi) (1968)
- Irmãos Coragem (1970)
- E nós, aonde vamos? (TV Tupi) (1970)
- Espelho Mágico (1977)
- Dancin' Days (1978)
- O amor é nosso (1981)
- Sol de Verão (1982)
- Adamo contro Eva (Guerra dos sexos) (1983)
- Viver a Vida (Rede Manchete) (1984)
- Um sonho a mais (1985)
- Anos Dourados (1986)
- Doppio imbroglio (Cambalacho) (1986)
- Mandala  (1987) - partecipazione speciale
- Helena (Rede Manchete) (1987)
- Fera Radical (1988)

### Cinema
- Il re della notte (O rei da noite, 1975)
- Parada 88, O limite de alerta (1977)
- Nos embalos de Ipanema (1978)
- L'inquieta (A Dama do Lotação), regia di Neville de Almeida (1978)
- Mulher objeto (1980)
- Prova de Fogo (1981)
- Tropclip (1985)
- Leila Diniz (1987)